# 1943年鸟取地震
1943年鸟取地震发生在1943年9月10日於當地時間在傍晚5點36分。地震震央位于日本鸟取县（北纬35.448度，东经133.993度），芮氏规模是ML 7.2、Mw 7.0，震源深度大约為15公里。在鸟取县气高郡湖山村测得最大震度是6，甚至在濑户内海沿岸的冈山市测得了震度是5。該次地震造成了有1,083人罹難，這是日本在1943年造成罹難人數最多的1次地震。同时，这也是日本在1945年第二次世界大战战败之前之后4年连续发生的罹難者超过1,000名的4大地震（其中为东南海地震、三河地震和南海地震）中的1个。

## 地震損毀情况
因為地震激烈的搖晃，在鸟取市中心被完全毁灭，原本所有的街道全部都变成了废墟。木造房屋几乎全部倒塌，房屋倒塌率已超过80%，特别是千代川和袋河流域。儘管在当时是吃晚饭时间，在地震发生之后，市區内有16處起火。另外，受到地震影响，部分地區出现了地面液化现象，在山阴本线和因美线长期受阻饒不通。除此另外，以电话为首的通讯都遭受了巨大的损害。農業方面，梨等農產品的受害也十分巨大。該次地震造成了有1,083人罹難，经損失估计，該次地震造成了大约為1亿6,000万日元的经济损失。該次地震中，出现了2个新断层。1个是在鸟取市西方的气高郡鹿野町的鸟取市原地区1带，长度大约為8公里的“鹿野断层”。另1个是在北侧并行于鹿野断层的吉冈断层。
| 地域（当时的名称） | 人的傷亡 | 人的傷亡 | 人的傷亡 | 建築物損害 | 建築物損害 | 建築物損害              |
| 地域（当时的名称） | 罹難     | 重伤者   | 轻伤者   | 全毁       | 半毁       | 火灾                    |
| ------------------ | -------- | -------- | -------- | ---------- | ---------- | ----------------------- |
| 鳥取市             | 854      | 544      | 1,988    | 5,754      | 3,182      | 全烧毁250棟，半烧毁16棟 |
| 石見郡             | 56       | 12       | 137      | 694        | 916        |                         |
| 八頭郡             | 49       | 11       | 15       | 3          | 28         |                         |
| 氣高郡             | 120      | 100      | 450      | 1014       | 1703       | 全烧毁1棟               |
| 東伯郡             | 4        | 2        |          | 20         | 329        |                         |
| 合計               | 1,083    | 669      | 2,590    | 7,485      | 6,158      | 全烧毁251棟，半烧毁16棟 |

## 关联地震
在2000年鸟取地震、和2016年鸟取地震都与該次地震相关。